# Biogemma
Biogemma est une société française de biotechnologie végétale.

## Partenaires
Biogemma SAS est une société de recherche en biotechnologies végétales comprenant cinq actionnaires, trois acteurs semenciers (Euralis Semences, Limagrain, RAGT Semences) et deux représentants des filières céréalières et oléoprotéagineuses (Arvalis - Institut du végétal et Sofiprotéol).

## Historique
En 2001, elle est la cible de Faucheurs volontaires d'OGM ,,, auxquels elle réplique sur le plan judiciaire. Ces actions militantes remettent en cause ses recherches en biogénétique.
En 2011, elle abandonne le centre de recherches de Clermont-Ferrand qu'elle avait hésité à implanter en 2005.
En juin 2018, elle prépare la scission de ses activités entre les céréales et les oléagineux. 
Depuis le 1er janvier 2019, les activités de recherche en génétique et génomique végétale initialement conduites par la société Biogemma sur les espèces oléagineuses ont été regroupées au sein d’une nouvelle société, Innolea.